# منتخب أستراليا تحت 17 سنة لكرة السلة
منتخب أستراليا تحت 17 سنة لكرة السلة (بالإنجليزية: Australia national under-17 basketball team)‏ هو ممثل أستراليا الرسمي في المنافسات الدولية في كرة السلة تحت 17 سنة.